# 桓州 (金朝)
桓州，金朝到明朝设置的州。
金太祖天辅七年（1123年）设置桓州威远军节度使，金世宗大定八年（1168年）将西北路招讨使迁移到桓州。金章宗明昌七年（1196年）改为刺史州，招讨使迁移到抚州。金章宗承安二年（1197年）為抚州的支郡（节度使下辖州），卫绍王大安三年（1211年）廢棄于蒙古。治所在清塞县（今内蒙古正蓝旗西北7里四郎城）。元世祖至元二年（1265年）复置桓州，属于上都路。明太祖洪武年间废除。